# Robin Haase
Robin Haase, född 6 april 1987 i Haag, är en nederländsk tennisspelare. Han har som högst varit rankad på 33:e plats på ATP-singelrankingen och på 30:e plats på dubbelrankingen. Haase har vunnit två singel- och sju dubbeltitlar på ATP-touren.

## Karriär
I februari 2022 besegrade Haase och Matwé Middelkoop det sydafrikansk-tyska dubbelparet Lloyd Harris och Tim Pütz i finalen av ABN Amro World Tennis Tournament.

## ATP-finaler

### Singel: 5 (2 titlar, 3 andraplatser)
| Teckenförklaring       |
| ---------------------- |
| Grand Slam (0–0)       |
| ATP Finals (0–0)       |
| ATP Masters 1000 (0–0) |
| ATP 500 Series (0–0)   |
| ATP 250 Series (2–3)   |

| Finaler efter underlag |
| ---------------------- |
| Hard court (0–1)       |
| Grus (2–2)             |
| Gräs (0–0)             |

| Resultat | V–F | Datum        | Turnering                              | Kategori   | Underlag       | Motståndare           | Resultat           |
| -------- | --- | ------------ | -------------------------------------- | ---------- | -------------- | --------------------- | ------------------ |
| Vinnare  | 1–0 | Augusti 2011 | Austrian Open Kitzbühel, Österrike     | 250 Series | Grus           | Albert Montañés       | 6–4, 4–6, 6–1      |
| Vinnare  | 2–0 | Juli 2012    | Austrian Open Kitzbühel, Österrike (2) | 250 Series | Grus           | Philipp Kohlschreiber | 6–7(2–7), 6–3, 6–2 |
| Tvåa     | 2–1 | Juli 2013    | Swiss Open Gstaad, Schweiz             | 250 Series | Grus           | Michail Juzjnyj       | 3–6, 4–6           |
| Tvåa     | 2–2 | Oktober 2013 | Vienna Open, Österrike                 | 250 Series | Hard court (i) | Tommy Haas            | 3–6, 6–4, 4–6      |
| Tvåa     | 2–3 | Juli 2016    | Swiss Open Gstaad, Schweiz             | 250 Series | Grus           | Feliciano López       | 4–6, 5–7           |

### Dubbel: 18 (7 titlar, 11 andraplatser)
| Teckenförklaring       |
| ---------------------- |
| Grand Slam (0–1)       |
| ATP Finals (0–0)       |
| ATP Masters 1000 (0–3) |
| ATP 500 Series (1–1)   |
| ATP 250 Series (6–6)   |

| Finaler efter underlag |
| ---------------------- |
| Hard court (4–5)       |
| Grus (3–5)             |
| Gräs (0–1)             |

| Resultat | V–F  | Datum         | Turnering                     | Kategori      | Underlag       | Medspelare       | Motståndare                            | Resultat                   |
| -------- | ---- | ------------- | ----------------------------- | ------------- | -------------- | ---------------- | -------------------------------------- | -------------------------- |
| Tvåa     | 0–1  | Juli 2007     | Dutch Open, Nederländerna     | International | Grus           | Rogier Wassen    | Juan Pablo Brzezicki Juan Pablo Guzmán | 2–6, 0–6                   |
| Tvåa     | 0–2  | Januari 2011  | Chennai Open, Indien          | 250 Series    | Hard court     | David Martin     | Mahesh Bhupathi Leander Paes           | 2–6, 7–6(7–3), [7–10]      |
| Vinnare  | 1–2  | Februari 2011 | Open 13, Frankrike            | 250 Series    | Hard court (i) | Ken Skupski      | Julien Benneteau Jo-Wilfried Tsonga    | 6–4, 6–7(4–7), [13–11]     |
| Tvåa     | 1–3  | Juni 2011     | Halle Open, Tyskland          | 250 Series    | Gräs           | Milos Raonic     | Rohan Bopanna Aisam-ul-Haq Qureshi     | 6–7(8–10), 6–3, [9–11]     |
| Tvåa     | 1–4  | Januari 2013  | Australiska öppna, Australien | Grand Slam    | Hard court     | Igor Sijsling    | Bob Bryan Mike Bryan                   | 3–6, 4–6                   |
| Tvåa     | 1–5  | Maj 2014      | Italian Open, Italien         | Masters 1000  | Grus           | Feliciano López  | Daniel Nestor Nenad Zimonjić           | 4–6, 6–7(2–7)              |
| Vinnare  | 2–5  | Juli 2014     | Swiss Open, Schweiz           | 250 Series    | Grus           | Andre Begemann   | Rameez Junaid Michal Mertiňák          | 6–3, 6–4                   |
| Tvåa     | 2–6  | Augusti 2015  | Austrian Open, Österrike      | 250 Series    | Grus           | Henri Kontinen   | Nicolás Almagro Carlos Berlocq         | 7–5, 3–6, [9–11]           |
| Tvåa     | 2–7  | Februari 2017 | Open 13, Frankrike            | 250 Series    | Hard court (i) | Dominic Inglot   | Julien Benneteau Nicolas Mahut         | 4–6, 7–6(11–9), [5–10]     |
| Vinnare  | 3–7  | Januari 2018  | Maharashtra Open, Indien      | 250 Series    | Hard court     | Matwé Middelkoop | Pierre-Hugues Herbert Gilles Simon     | 7–6(7–5), 7–6(7–5)         |
| Vinnare  | 4–7  | Februari 2018 | Sofia Open, Bulgarien         | 250 Series    | Hard court (i) | Matwé Middelkoop | Nikola Mektić Alexander Peya           | 5–7, 6–4, [10–4]           |
| Vinnare  | 5–7  | Juli 2018     | Croatia Open Umag, Kroatien   | 250 Series    | Grus           | Matwé Middelkoop | Roman Jebavý Jiří Veselý               | 6–4, 6–4                   |
| Tvåa     | 5–8  | Januari 2019  | Qatar Open, Qatar             | 250 Series    | Hard court     | Matwé Middelkoop | David Goffin Pierre-Hugues Herbert     | 7–5, 4–6, [4–10]           |
| Tvåa     | 5–9  | April 2019    | Monte Carlo Masters, Monaco   | Masters 1000  | Grus           | Wesley Koolhof   | Nikola Mektić Franko Škugor            | 7–6(7–3), 6–7(3–7), [9–11] |
| Vinnare  | 6–9  | Juli 2019     | Croatia Open Umag, Kroatien   | 250 Series    | Grus           | Philipp Oswald   | Oliver Marach Jürgen Melzer            | 7–5, 6–7(2–7), [14–12]     |
| Tvåa     | 6–10 | Juli 2019     | German Open, Tyskland         | 500 Series    | Grus           | Wesley Koolhof   | Oliver Marach Jürgen Melzer            | 2–6, 6–7(3–7)              |
| Tvåa     | 6–11 | Augusti 2019  | Canadian Open, Kanada         | Masters 1000  | Hard court     | Wesley Koolhof   | Marcel Granollers Horacio Zeballos     | 5–7, 5–7                   |
| Vinnare  | 7–11 | Februari 2022 | Rotterdam Open, Nederländerna | 500 Series    | Hard court (i) | Matwé Middelkoop | Lloyd Harris Tim Pütz                  | 4–6, 7–6(7–5), [10–5]      |